# Кукарка (мифология)
Кукарка — в марийской мифологии культурный герой.

## Описание
У некоторых групп мари Курык ену соответствовал Кукарка (Курык кугыза) от мар. kar, крепость, город; ср. арм. kert, поселение (букв. «большой, как крепость», «горный старик») — покровитель мари, живший около города Кукарки, на горе, в подземном доме, охраняемом стражей. Кукарка посылал свои известия по воздуху (по всей видимости с помощью стрел или специально обученных птиц), умел вышивать священные узоры (письмена) на полотне, петь божественные песни. У него было много золота, которое он, не жалея, раздавал бедным.

## Мифы
Кукарка разъезжал по марийским землям в упряжке из нескольких лошадей. Однажды он распряг лошадей и повел их вниз к реке, оставив сани наверху. Проезжавшие мимо караванщики решили подшутить над Кукаркой и скинули все его сани под гору. Рассерженный Кукарка схватил в каждую руку по саням, быстро перетаскал их наверх, а караванщиков наказал.

В этих мифах Кукарка выступает скорее как культурный герой, чем как божество. Позднее, однако, ему начинают поклоняться как высшему духу и даже как богу. В каждой деревне Кукарке была посвящена роща, где ему жертвовали жеребят, быков, баранов, гусей. Кукарка выступал как близкий мари племенной бог. Он являлся посредником между низшими и высшими божествами, попечителем и хранителем марийского народа.